# Kungsrall
Kungsrall (Rallus elegans) är en amerikansk fågel i familjen rallar. Den förekommer i östra USA samt på Kuba.

## Utseende och läten
Kungsrallen är en stor (38–48 cm och slank rall med kort stjärt och lång, något böjd näbb. Ovansidan är spräcklig i brunt och rostrött. Flankerna är vitbandade. Bröst och hals är roströda. Mycket lika kustrallen har grå kinder, mindre tydlig bandning på flankerna och är mer ljusare kanelbrun i färgerna än roströd. Aztekrallen, tidigare behandlad som underart, är större och rödare undertill men med även den svagare bandning på flankerna.
Lätena är mycket lika både kustrallen och virginiarallen, bland annat en fallande serie med stönande ljud eller ett "kik-brrrr". Spellätet, en serie plötsliga "kek", liknar kustrallens men är djupare, långsammare och mer staccato.

## Utbredning och systematik
Kungsrall delas in i två underarter med följande utbredning:
- Rallus elegans elegans – häckar i östra Kanada och nordöstra USA, övervintrar i östra Mexiko
- Rallus elegans ramsdeni – förekommer på Kuba och Isla de la Juventud

Aztekrall (R. tenuirostris) betraktades tidigare som en underart till kungsrall och vissa gör det fortfarande. Genetiska studier visar dock att den utgör en egen art.

## Levnadssätt
Kungsrallen häckar i våtmarker med både sött och bräckt vatten, men inte i saltträsk där den ersätts av kustrallen. Den är vanligast i grunda våtmarker med inslag av djupare, öppna områden. Den ses även året runt i risfält. Födan består huvudsakligen av kräftor, vinkarkrabbor och andra små kräftdjur, men tar även mollusker, grodor, små ormar, möss och näbbmöss, fisk, insekter som gräshoppor och skalbaggar, frukt och frön. Fågeln lägger en till två kullar med tio till tolv ägg som ruvar i 21–23 dagar.

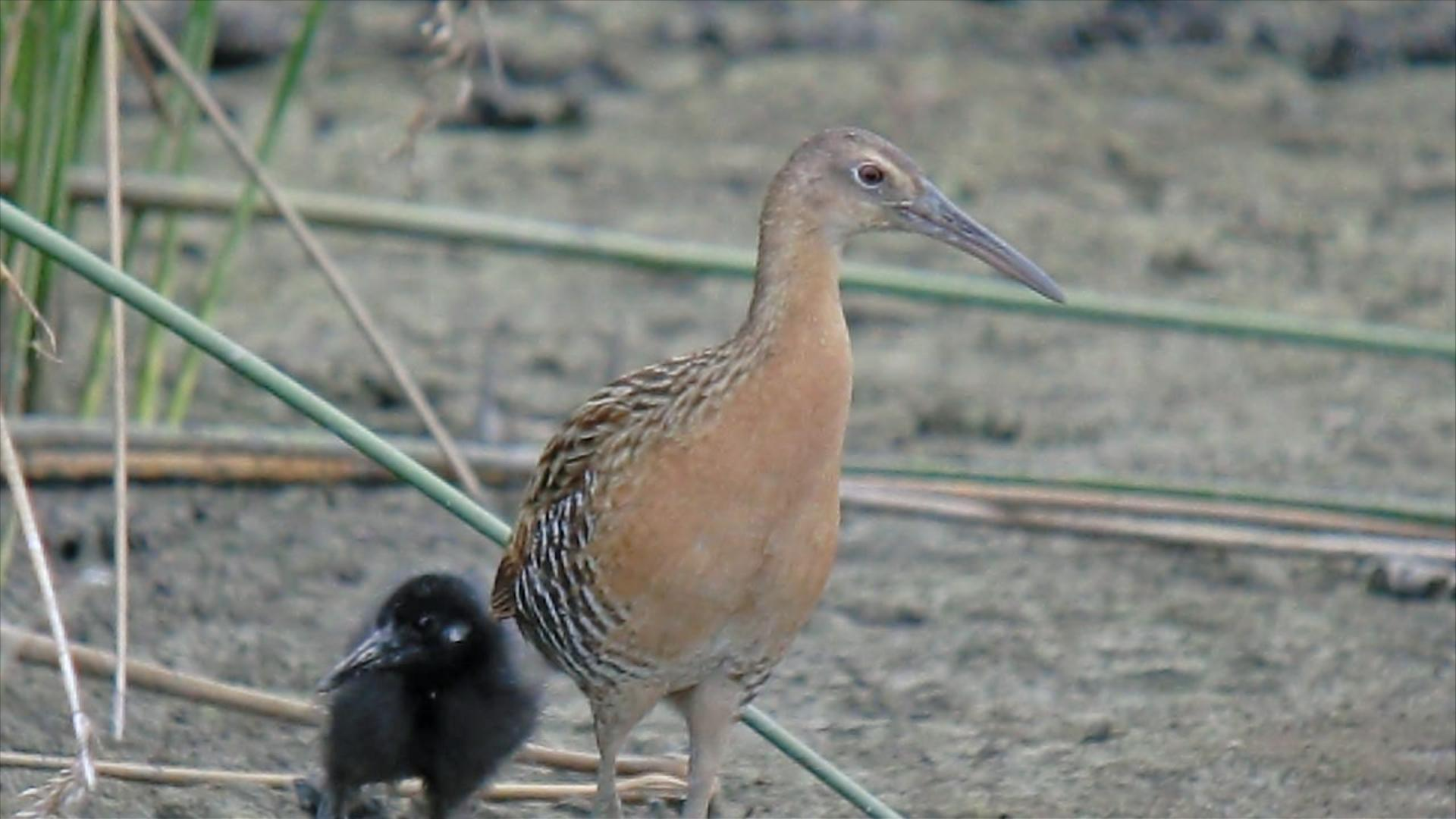
Kungsrall med unge.

## Status och hot
Arten har ett stort utbredningsområde och en stor population, men tros minska i antal på grund av habitatförlust. Sedan 1966 har den minskat med hela 90%. Internationella naturvårdsunionen IUCN kategoriserar därför arten som nära hotad (NT). Världspopulationen för nominatformen elegans uppskattas till 104.000-105.000 individer, medan ramsdeni tros bestå av endast 500-1.000 individer.